# Мартенівський чавун
Мартенівський чавун — вид переробного чавуну, призначений для переробки на сталь у мартенівських печах. Крім заліза і вуглецю містить кремнію Si 0,5-1,2 %, марганцю Mn 0,5-2,0 %, фосфору Р 0,02-2,0 %, сірки S 0,01-0,06 %. Мартенівський чавун буває переробний коксовий, фосфористий з вмістом фосфору 1-2 % і високоякісний з вмістом фосфору 0,02-0,04 % і сірки 0,015-0,025 %. Мартенівський чавун з вмістом 0,02-0,06 % Р і 0,015-0,025 % S використовується для кислого мартенівського процесу, чавун з вмістом 0,2-0,3 % Р — для основного мартенівського процесу.
У зв'язку з поступовим витисненням мартенівського способу одержання сталі іншими способами переробки чавуну на сталь, у нових стандартах поняття «мартенівський чавун» не згадується.